# Mulm (film fra 2017)
|  | Denne artikel er oprettet af botten Steenthbot ud fra en ekstern database. Den kan derfor have sproglige fejl eller mangler. Denne skabelon kan fjernes efter kontrol af indholdet. |

Mulm er en dansk kortfilm fra 2017 instrueret af Thomas Bo Mikkelsen.

## Medvirkende
- Mathias Tao Clemmensen, Den kogte
- Ole Dupont, Professor Bartholin
- Lars Rasmussen[flertydigt link ønskes præciseret], Portør
- Helene Madsen Smed, Fortælleren
- Philip Varlev, Gadefejer